# (612687) 2003 UN284

(612687) 2003 UN284 est un objet transneptunien de magnitude absolue 7,45. Son diamètre est estimé à 124 km.
Un satellite, de nom provisoire S/2003 (2003 UN284) 1 a été découvert peu après, son diamètre serait d'environ 83 km, il orbite à 5 400 ± 2 000 km.